# Hypnum compridense
Hypnum compridense là một loài Rêu trong họ Hypnaceae. Loài này được Müll. Hal. ex Broth. mô tả khoa học đầu tiên năm 1895.